# Stara Niemiecka Synagoga w Warszawie
Stara Niemiecka Synagoga w Warszawie – pierwsza, reformowana synagoga znajdująca się w Warszawie przy ulicy Daniłowiczowskiej 12.
Synagoga została założona w 1802 roku z inicjatywy i funduszy Izaaka Flatau.
Już w latach 30. XIX wieku dążono do wzniesienia nowej, większej synagogi, na budowę której zgromadzono znaczną sumę. Stanęła ona w 1849 roku przy Daniłowiczowskiej 8/10, znana jest jako Niemiecka Synagoga w Warszawie.